# كريس براينت (كاتب)
كريس براينت (بالإنجليزية: Chris Bryant)‏ هو كاتب سيناريو بريطاني، ولد في 7 يونيو 1936 في بولتن في المملكة المتحدة، وتوفي في 27 أكتوبر 2008 في Burford ‏ في المملكة المتحدة.

## وصلات خارجية
- كريس براينت على موقع IMDb (الإنجليزية)
- كريس براينت على موقع ألو سيني (الفرنسية)
- كريس براينت على موقع أول موفي (الإنجليزية)
- كريس براينت على موقع قاعدة بيانات الأفلام السويدية (السويدية)
- كريس براينت على موقع قاعدة بيانات الفيلم (الإنجليزية)
- كريس براينت على موقع كينوبويسك (الروسية)